# テ・ラタ
テ・ラタ（Te Rata Te Wherowhero、1880年 - 1933年10月1日）は、第4代マオリ王（在位：1912年 - 1933年）。
先王マフタとテ・マラエの長子。

## 参照
- McLintock, A. H. (editor). “An Encyclopaedia of New Zealand, (1966)”. 2006年8月15日閲覧。